# Superior (Montana)
Pour les articles homonymes, voir Superior.
La ville américaine de Superior est le siège du comté de Mineral, dans l’État du Montana. Lors du recensement de 2010, sa population a été estimée à 812 habitants.

## Histoire
Superior a été nommée par ses fondateurs en hommage à leur ville d’origine, Superior, dans l’État du Wisconsin. Son nom date de 1869. Le premier bureau de poste est ouvert en 1871.